# I-E-A-I-A-I-O
«I-E-A-I-A-I-O» es una canción de la banda System of a Down de su tercer álbum de estudio, Steal This Album!.

## Información general
Durante la grabación de Toxicity y Steal This Album!, la canción hizo su primera aparición en el estudio. Se filtró en Internet, bajo el nombre de "Why?", junto con varias otras canciones no oficiales de Toxicity II. La diferencia más notable entre la demo y la final es que la canción contiene las voces de los otros miembros de la banda. La primera versión de la canción se tocó durante un show de Las Vegas en 2000 y se llamó K.I.T.T., basándose en el show de Knight Rider.
La canción se caracteriza por versos de voz excepcionalmente rápida, parecidos a los trabalenguas, que incluyen: "Peter's pecker picked another pickle bearing pussy pepper", "Meeting John Dale Jr., winked an eye, point a finger", "A former cop undercover, just got shot, now recovered" y "Fighting crime with a partner, Lois Lane, Jimmy Carter". El coro es un canto abstracto del título.
Además, la canción contiene una breve excursión a una versión estilizada del tema del programa de televisión Knight Rider.
Esta es también la única canción que canta el baterista John Dolmayan. Canta el coro de I-E-A-I-A-I-O junto con Shavo, Serj y Daron. Esta es también la única canción de System en la que John tiene un crédito de escritura.

## Interpretación
Como ocurre con muchas canciones de System of a Down, se supone que hay dobles significados. Para esta canción, algunos de los posibles significados son un periodista desenterrando suciedad sobre un político y la obsesión del mundo occidental con los artilugios y las baratijas. I-E-A-I-A-I-O son las vocales dentro de la palabra I-D-E-A-L-I-Z-A-T-I-O-N, así como I-L-L-E-G-A-L-I-Z-A-T-I-O-N, L-I-B-E-R-A-L-I-Z-A-T-I-O-N, I-N-T-E-R-N-A-L-I-Z-A-T-I-O-N, y I-L-L-E-G-A-L M-I-G-R-A-T-I-O-N.
Además, I-E-A-I-A-I-O es una parte de un mantra o "palabra de poder" descrita por el ocultista y satanista inglés Aleister Crowley, presumiblemente en una parodia de sílabas numerológicamente significativas pronunciadas en un ritual mágico que no tienen significado sin comprender la tradición numerológica específica utilizada en el ritual. (en este caso, Gemetria hebrea, numerología de letras hebreas). El I-E-A-I-A-I-O es paródico porque de alguna manera emula la porción coral sonada de la canción tradicional para niños, "Old MacDonald Had a Farm". Se dice que Aleister Crowley enseñaba a sus estudiantes el encantamiento como un mantra sagrado y místico, luego de que lo cantaban por unos minutos, comenzaban a cantar "Old MacDonald Had a Farm" para ver si podían mantener su concentración meditativa de reír.
Hay otras explicaciones que teorizan que la "Una bandera", los "anillos de boda de plutonio" y otras extrañas formas descriptivas, y el fuerte y agudo tamborileo tribal se suman a la conclusión de que esta canción es sobre el cuatro de julio "y encendemos up the sky "es otra fuerte referencia, que podría significar los tradicionales juegos pirotécnicos. La letra "Why, On the four of July" aparece en la versión grabada originalmente de la canción de las sesiones de grabación de Toxicity, pero no en la versión de Steal This Album. La "bandera única" y los "anillos de boda de plutonio" también podrían estar describiendo el efecto después de un bombardeo nuclear, con una bandera gobernando sobre todas las demás, la radiación afectando todas las cosas y, por supuesto, esto podría explicar el "Mientras iluminamos el cielo" parte de la canción.